# 플래쉬 팡팡
플래쉬 팡팡(Flash Pang Pang)은 대한민국 경기도 용인시 처인구 포곡읍 전대리 199에 위치한 에버랜드의 매직랜드에 있는 어트랙션이다.

## 테마곡
플래쉬 팡팡 테마송(1984)
튤립 위에 앉은 엄지공주 너무 사랑스럽고 깜찍해 꽃의 나라 멋진 왕자님과 즐겁게 뛰놀아요
저 하늘위로 폴짝 뛰어올라 솜사탕 구름도 만져요 나 엄지공주 또 난 꽃의 왕자 신나는 에버랜드
플래쉬 팡팡(팡팡!) 야호(팡팡!) 플래쉬 팡팡(팡팡!) 야호(팡팡!) 모두 다 같이(팡팡!) 플래쉬 팡팡! 소리질러요(팡팡!) 플래쉬 팡팡!
플래쉬 팡팡(팡팡!) 야호(팡팡!) 플래쉬 팡팡(팡팡!) 야호(팡팡!) 모두 함께(팡팡!) 플래쉬 팡팡! 함께 놀아요(팡팡!) 플래쉬 팡팡!
여기는 꿈과 희망이 가득한 에버랜드예요! 아름다운 무지개 넘어 동화속 세상이 펼쳐져
튤립위에 앉은 엄지공주 너무 사랑스럽고 깜찍해 꽃의 나라 멋진 왕자님과 즐겁게 뛰놀아요
저 하늘위로 폴짝 뛰어올라 솜사탕 구름도 만져요 나 엄지공주 또 난 꽃의 왕자 신나는 에버랜드
플래쉬 팡팡(팡팡!) 야호(팡팡!) 플래쉬 팡팡(팡팡!) 야호(팡팡!) 모두 다 같이(팡팡!) 플래쉬 팡팡! 소리질러요(팡팡!) 플래쉬 팡팡!
플래쉬 팡팡(팡팡!) 야호(팡팡!) 플래쉬 팡팡(팡팡!) 야호(팡팡!) 우리 모두(팡팡!) 플래쉬 팡팡! 함께 놀아요(팡팡!) 플래쉬 팡팡!